# Versicherungswissenschaft
Die Versicherungswissenschaft ist eine Einzelwissenschaft, die das Phänomen der Versicherung als Erkenntnisobjekt hat.

## Allgemeines
Gegenstand dieser Einzelwissenschaft sind darüber hinaus auch die versicherten Risiken, eingetretene Schäden und ihre Verhütung. Die Versicherungswissenschaft beschäftigt sich nicht nur mit der allgemeinen Beschreibung und Quantifizierung von versicherten Schäden, sondern versucht diese auch durch die Erforschung von Ursache-Wirkungs-Zusammenhängen zu erklären und zu prognostizieren.

## Stellung der Versicherungswissenschaft in der Wissenschaft
Die Versicherungswissenschaft ist eine so genannte Wirtschaftszweiglehre, weil sie das Versicherungswesen untersucht und eine spezifische Betriebswirtschaftslehre darstellt. Damit gehört sie zu den Wirtschaftswissenschaften. Teilgebiete der Versicherungswissenschaft sind Versicherungsbetriebslehre, Versicherungsmathematik (die auch zur angewandten Stochastik gehört), Versicherungsrecht und Versicherungsmedizin.

## Geschichte
Österreich regelte bereits im Januar 1811 in § 1288 ABGB den Versicherungsvertrag, der entsteht, „wenn jemand die Gefahr des Schadens, welcher einen Andern ohne dessen Verschulden treffen könnte, auf sich nimmt, und ihm gegen einen gewissen Preis den bedungenen Ersatz zu leisten verspricht“. Maßgebend für die Zulassung von Versicherungsunternehmen war hier das „Kaiserliche Vereinspatent“ vom November 1852. In England wurde mit der Gründung des Institute of Actuaries im Juli 1848 schon sehr früh das mathematische Fundament der Versicherungswissenschaft gelegt.
Als geistiger Vater der deutschen Versicherungswissenschaft gilt Victor Ehrenberg, der 1893 den ersten Band seines „Versicherungsrechts“ herausbrachte. Im Oktober 1895 gründete er zusammen mit den Mathematikern Felix Klein und Ludwig Kiepert das erste Seminar für Versicherungswissenschaft an der Universität Göttingen. Er wirkte im September 1899 auch an der Gründung des „Deutschen Vereins für Versicherungswissenschaft“ in Berlin mit. Dieser erhielt im April 1903 eine versicherungsmathematische Abteilung.
In Österreich hatte inzwischen Emanuel Czuber 1894 versicherungstechnische Kurse an der Technischen Hochschule Wien eingeführt. In der Schweiz gründete der Mathematiker Christian Moser 1902 das „Mathematisch-Versicherungswissenschaftliche Institut“ an der Universität Bern. Er wirkte 1905 auch bei der Gründung der „Vereinigung Schweizer Versicherungsmathematiker“ mit. Im April 1908 führte die Schweiz Regelungen über den Versicherungsvertrag ein, dem im Mai 1908 das deutsche Gesetz nach Schweizer Muster folgte.
Walter Rohrbeck beschrieb 1910 den Zusammenhang zwischen dem Versicherungswesen und der Soziologie. Der Begriff „Versicherungs-Betriebslehre“ erschien erstmals 1914. Der erste Lehrstuhl für Versicherungswissenschaft entstand in Deutschland 1919 an der Universität zu Köln, den Paul Moldenhauer übernahm. Der „Deutsche Aktuarverein“ konstituierte sich 1935 in Berlin, 1936 veröffentlichte Paul Riebesell die „Einführung in die Sachversicherungs-Mathematik“. Erste systematische Überlegungen zum Versicherungsmarkt stellte Paul Braess 1938 an. Am 6. November 1940 fand die Gründungsveranstaltung des Instituts für Versicherungswissenschaft der Universität zu Köln statt, dessen Leitung Walter Rohrbeck übernahm. Hans Möller entwickelte 1944 eine umfassende Theorie über die Konkurrenz im Versicherungswesen.
Die Nachkriegszeit in Deutschland war auch durch große Veränderungen im Versicherungswesen gekennzeichnet. Am 23. Juli 1945 beschloss die sowjetische Militäradministration in Deutschland (SMAD) mit ihrem Befehl Nr. 10 unter anderem, dass in der DDR „die Zwangsversicherung von Unternehmen und Häusern einzuführen“ ist. Die Banken und Versicherungen waren zu schließen und ihr Vermögen zu beschlagnahmen. Im Oktober 1945 gab es in Thüringen die Anweisung der SMAD, eine Landesversicherungsanstalt mit Monopolcharakter aufzubauen, was sich in der gesamten DDR ausbreitete. Auf dem in Gotha abgehaltenen ersten Vereinigungsparteitag von KPD und SPD zur SED im April 1946 fielen der hier propagierten „antifaschistisch-demokratischen Umwälzung“ unter anderem die beiden Gothaer Versicherungsbanken zum Opfer. Sie sahen sich gezwungen, ihren Sitz nach Köln und Göttingen zu verlegen. Nachdem die Gothaer Feuerversicherung im sowjetisch besetzten Gotha wegen Verstaatlichung des Versicherungswesens im Jahr 1945 nicht mehr zum Geschäftsbetrieb zugelassen wurde, verlegte sie ihren Geschäftssitz im April 1946 ebenfalls nach Köln.
Dieter Farny legte 1961 eine Studie zur Versicherungsmarkttheorie vor. Er begrenzte 1988 den Begriffsinhalt der „Versicherungswirtschaftslehre“ auf alle mit Versicherung verbundenen Sachverhalte, soweit sie wirtschaftlicher Natur sind und mit wirtschaftswissenschaftlichen Methoden erfasst werden können.

## Versicherungsbegriff
Um über das Versicherungswesen forschen zu können, ist der Versicherungsbegriff vom Begriffsinhalt her zu klären. Der Begriff der Versicherung ist weder im Versicherungsrecht noch im Zivilrecht legaldefiniert. Als Legaldefinition besteht lediglich die des Versicherungsvertrags im Hinblick auf die vertragstypischen Pflichten der Vertragsparteien in § 1 VVG. Danach ist der Versicherer verpflichtet, mit dem Versicherungsvertrag ein bestimmtes Risiko des Versicherungsnehmers oder eines Dritten (versicherte Person) durch eine Leistung abzusichern, die er bei Eintritt des vereinbarten Versicherungsfalles zu erbringen hat. Der Versicherungsnehmer ist als Gegenleistung verpflichtet, an den Versicherer die vereinbarte Zahlung (Versicherungsprämie) zu leisten.
Die Gesetze sagen weder genau, was ein Versicherungsvertrag ist noch was eine Versicherung ausmacht. Der Versicherungsvertrag ist nach der herrschenden Meinung sowie der Rechtsprechung des Bundesgerichtshofs (BGH) und des Bundesverwaltungsgerichts (BVerwG) als gegenseitiger Vertrag anzusehen, in dem Gefahrtragung und Prämie synallagmatisch miteinander verknüpft sind. Der Versicherungsvertrag ist ein Vertrag mit den Hauptleistungspflichten Risikoabsicherung einerseits und Prämienzahlung andererseits.
Im Anschluss an einige klassische Definitionen des Versicherungsbegriffs von Alfred Manes (1930), Walter Rohrbeck (1939), Paul Braess (1960), Karl Hax (1964), Dieter Farny (1965) und Wolfgang Müller (1981) stellte Johann-Matthias Graf von der Schulenburg klar, dass Gleichartigkeit der Risiken, Risikoausgleich und Schätzbarkeit keine Voraussetzungen für eine Versicherung sind. Die wirtschaftlichen Voraussetzungen für eine Versicherung werden durch die Untersuchung der Versicherbarkeit geklärt.